# La Brique Military Cemetery No.2
La Brique Military Cemetery No.2 is een Britse militaire begraafplaats met gesneuvelden uit de Eerste Wereldoorlog, gelegen in het Belgische dorp Sint-Jan (Ieper). De begraafplaats werd ontworpen door Reginald Blomfield en ligt 1,6 kilometer ten noorden van Ieper. Het terrein heeft een onregelmatig grondplan met een oppervlakte van 3.270 m² en wordt onderhouden door de Commonwealth War Graves Commission. Het Cross of Sacrifice staat links vooraan langs de straatzijde. Deze begraafplaats vormt één geheel met het kleinere La Brique Military Cemetery No.1, dat aan de overkant van de straat ligt. 
Er liggen 840 slachtoffers begraven waaronder 386 niet geïdentificeerde.

## Geschiedenis
De begraafplaats werd gestart in februari 1915 in het gehucht Brieke, dat werd genoemd naar een voormalige steenbakkerij die hier gevestigd was. Ze bleef in gebruik tot maart 1918. Aan het eind van de oorlog lagen er 383 doden maar na de wapenstilstand werden nog graven uit de omliggende slagvelden aan toegevoegd waaronder één dode die oorspronkelijk op Kemmel No.2 French Cemetery begraven lag.
Nu liggen er 840 doden waaronder 782 Britten (waaronder 350 niet geïdentificeerde), 18 Australiërs (waaronder 14 niet geïdentificeerde), 23 Canadezen (waaronder 15 niet geïdentificeerde), 1 Indiër, 9 Nieuw-Zeelanders (waaronder 2 niet geïdentificeerde) en 7 Zuid-Afrikanen (waaronder 5 niet geïdentificeerde). Voor 4 doden werden Special Memorials opgericht omdat men hun graven niet meer kon lokaliseren en men aanneemt dat ze onder de naamloze grafstenen liggen.
In 2009 werd de begraafplaats als monument beschermd.

## Graven

### Onderscheiden militairen
- Alfred George Drake, korporaal bij het 8th Bn, Rifle Brigade ontving het Victoria Cross (VC) voor de moed die hij betoonde bij het beschermen van zijn gewonde officier. Hierbij sneuvelde hij op 23 november 1915 in de leeftijd van 22 jaar.
- Frank Guy Shackle, kapitein bij het Middlesex Regiment werd onderscheiden met het Military Cross (MC).
- J.McM. Calder, sergeant bij de Seaforth Highlanders en G. Dickens, korporaal bij de Grenadier Guards werden onderscheiden met de Distinguished Conduct Medal (DCM).
- de korporaals J.T. Searle en I.S. Fox en soldaat P.W. Baker ontvingen de Military Medal (MM).

### Minderjarige militairen
- korporaal Jack Heath, de schutters Thomas Alexander Maynard en Cecil Richard Enfield en de soldaten W.A. Auther, F.C. Baker en William Edgar Yates waren 17 jaar toen ze sneuvelden.

### Aliassen
- soldaat Thomas Coleman diende onder het alias P. Fleming bij de Connaught Rangers.
- soldaat M. Bourque diende onder het alias M. Burke bij de Canadian Infantry.